# Kosti pešća
Kosti pešća (lat. ossa carpi) je skupina od osam kosti u šaci čovjeka, koja se nalazi između palčane i lakatne kosti s jedne strane i kosti zapešća s druge strane.
Kosti pešća nalaze se u poredane dva reda po četiri kosti:
- proksimalni red:
  - Čunasta kost (lat. os scaphoideum)
  - Polumjesečasta kost (lat. os lunatum)
  - Trokutasta kost (lat. os triquetrum)
  - Graškasta kost(lat. os pisiforme)
- distalni red:
  - Trapezna kost (lat. os trapezium)
  - Trapezoidna kost (lat. os trapezoideum)
  - Glavičasta kost (lat. os capitatum)
  - Kukasta kost (lat. os hamatum)